# Asplundia meraensis
Asplundia meraensis là một loài thực vật thuộc họ Cyclanthaceae. Đây là loài đặc hữu của Ecuador. Môi trường sống tự nhiên của chúng là vùng núi ẩm nhiệt đới hoặc cận nhiệt đới.